# Kim Feenstra
Kim Feenstra (Groningen, 23 augustus 1985) is een Nederlands actrice, fotomodel en fotografe.

## Levensloop

### Holland's Next Topmodel
Feenstra deed in het voorjaar van 2006 mee aan Holland's Next Top Model, waarin ze de hoofdprijs won. Aanvankelijk vond de jury haar stemgeluid irritant en in combinatie met matig modellenwerk niet goed. Later in de uitzending bekende Feenstra dat ze slechthorend is aan beide oren, door een ongeluk dat ze als kind had gehad. Aan het einde van de race haalde ze de juryleden over met verschillende poses en haar catwalkprestaties. Yfke Sturm noemde Feenstra perfect voor zowel catwalk als model in fotoreportages.
In de finale nam Feenstra het op tegen medefinalistes Christa Verboom en Sabrina van der Donk. Feenstra behaalde daarbij 40 van de 50 publiekspunten. Van de 50 te verdelen jurypunten kreeg ze er tien, waardoor zij winnares werd. De hoofdprijs was een contract met Max Models ter waarde van 50.000 euro en een coverfoto voor het tijdschrift Glamour. Ook mocht Feenstra drie maanden bij het modellenbureau Ice Models in Kaapstad, Zuid-Afrika, als model aan de slag en won ze een Mercedes-Benz A-Klasse.

### Verdere carrière

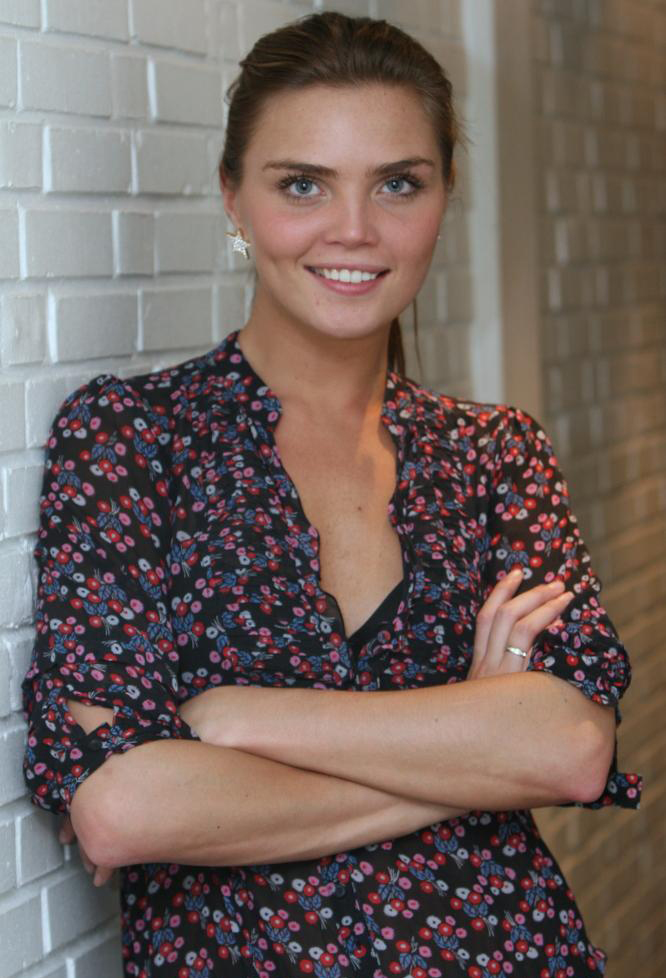
Feenstra in 2009

Op 9 augustus 2008 kwam de partner van Feenstra om het leven. De 29-jarige Joshua Bathoorn, die door Kim beschreven werd als haar soulmate met wie ze van plan was te gaan trouwen en "kindjes mee te krijgen", kwam om het leven bij een steekpartij in een Groningse woning. In 2009 kreeg ze een relatie met dj Michael Mendoza, echte naam Michael Piergolam-Bouterse. Op 21 juli 2010 trouwde Feenstra met Mendoza in kerkgebouw 'De Duif' in Amsterdam. Het wettelijk huwelijk vond op een later moment plaats. In maart 2010 kwam Feenstra in het nieuws vanwege een vechtpartij, deze keer in een supermarkt in Weesp.
Op 17 april 2011 verscheen Kim Feenstra in een jurk gemaakt van vleesvervangers op de première van de musical Zorro om aandacht te vragen voor de actie Ik ben flexitariër van Natuur & Milieu. De vleesvervangerjurk werd vervolgens te koop aangeboden op Marktplaats.nl. Op 28 maart 2014 maakten Feenstra en Mendoza bekend dat ze zouden gaan scheiden (gearchiveerd) Later dat jaar kreeg ze een relatie met voetbaldoelman Rodney Ubbergen, dat ging uit in april 2015. Op 18 november 2019 verscheen Kim in een jurk gemaakt van isolatiemateriaal op de première van de film Penoza om voor de campagne High Fashion Living van Natuur & Milieu aandacht te vragen voor het isoleren van huizen.
Feenstra is ambassadeur van ChildsLife. Sinds 2018 is Kim Feenstra ambassadrice bij Stichting Dierenhulp.
Kim Feenstra is in 2014 een samenwerking aangegaan met Chanelva Maclean en dit resulteerde in een kledinglijn: Angel&Maclean - Legend Collection By Kim Feenstra. Samen hebben ze een capsulecollectie gemaakt voor het opkomende Nederlandse streetwearlabel Angel&Maclean. De collectie met de naam "Legend" bestaat uit 11 gelimiteerde items.
In 2016 nam ze deel aan Het perfecte plaatje en wist ze de finale te bereiken, waarin ze verloor van Humberto Tan.
Hierna besloot zij zich verder professioneel op de fotografie toe te leggen en is sinds april 2017 vaste fotograaf voor de glossy Wendy magazine.

### Privé
Tussen 2010 en 2014 was Feenstra getrouwd met DJ Michael Mendoza. Van 2016 tot 2023 had Feenstra een relatie met oud-voetballer Stanley Tailor, met hem kreeg ze in oktober 2020 een zoon.